# Aguilar de Segarra
Aguilar de Segarra – gmina w Hiszpanii, w prowincji Barcelona, w Katalonii, o powierzchni 43,14 km². W 2011 roku gmina liczyła 250 mieszkańców.